# Pavonia mollis
Pavonia mollis är en malvaväxtart som beskrevs av Carl Sigismund Kunth. Pavonia mollis ingår i släktet påfågelsmalvor, och familjen malvaväxter. Inga underarter finns listade i Catalogue of Life.